# Résolution 65 du Conseil de sécurité des Nations unies
Membres permanents
- Chine
- États-Unis
- France
- Royaume-Uni
- URSS

Membres non permanents
- Argentine
- Belgique
- Canada
- Colombie
- Syrie
- RSS d'Ukraine

Résolution no 64 Résolution no 66
La résolution 65 du Conseil de sécurité des Nations unies  est une résolution du Conseil de sécurité des Nations unies adoptée le 28 décembre 1948.
Cette résolution relative à la question indonésienne, demande aux autorités consulaires à Batavia mentionnées dans la résolution 30 d'établir un rapport sur la situation en république d'Indonésie. 
La résolution a été adoptée par 9 voix pour.
La république socialiste soviétique d'Ukraine et l'Union des républiques socialistes soviétiques se sont abstenues.

## Texte
- Résolution 65 sur fr.wikisource.org
- Résolution 65 sur en.wikisource.org